# Algarve

Algarve történelmi tartomány

Algarve NUTS II. régió

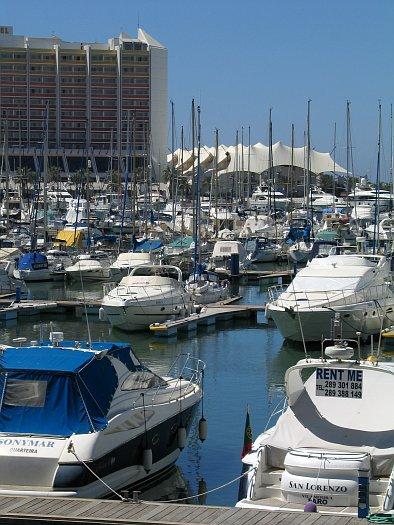
Vilamoura kikötője

Algarve (kiejtése: [ȧlgȧrv]; IPA [aɫ'ɣaɾv(ɨ)]) Portugália tíz történelmi tartománya (portugálul antiga província vagy região natural) közül a legdélibb. Egyben az Európai Unió úgynevezett második szintű NUTS statisztikai régiója is. A Córdobai Kalifátus felbomlása után alakult Algarve taifa maradt fenn a legtovább a mai Portugália területén alakult független mór királyságok közül. A reconquista részeként III. Alfonz 1249-ben foglalta el a területet.
Városai között van Faro, Lagos, Olhão, Tavira, Portimão és Silves. Adminisztratív központja Faro, amely nemzetközi repülőtérrel rendelkezik és egyeteme is van.

## Földrajza
Algarve gazdag völgyekkel tagolt dombos vidék. Legmagasabb része a Monchique-hegység (legmagasabb pontja 906 méter).
A NUTS II régió 5412 négyzetkilométer területet foglal el, állandó lakossága mintegy 410 ezer. A nyári turisztikai szezon csúcsán azonban több, mint egymillióra is megnő az itt lakók száma.
Algarve többek közt a 170 négyzetkilométeres Ria Formosa lagúnáról ismert, amely sok száz madárfaj otthona.

## Települések
| Település                  | Népesség (2011) | Terület (km²) |
| -------------------------- | --------------- | ------------- |
| Albufeira                  | 40,828          | 140.66        |
| Alcoutim                   | 2,917           | 575.36        |
| Aljezur                    | 5,884           | 323.50        |
| Castro Marim               | 6,747           | 300.84        |
| Faro                       | 64,560          | 202.57        |
| Lagoa                      | 22,975          | 88.25         |
| Lagos                      | 31,049          | 212.99        |
| Loulé                      | 70,622          | 763.67        |
| Monchique                  | 6,045           | 395.30        |
| Olhão                      | 45,396          | 130.86        |
| Portimão                   | 55,614          | 182.06        |
| São Brás de Alportel       | 10,662          | 153.37        |
| Silves                     | 37,126          | 680.06        |
| Tavira                     | 26,167          | 606.97        |
| Vila do Bispo              | 5,258           | 179.06        |
| Vila Real de Santo António | 19,156          | 61.25         |
| Összesen                   | 451 006         | 4996,8        |

## Galéria

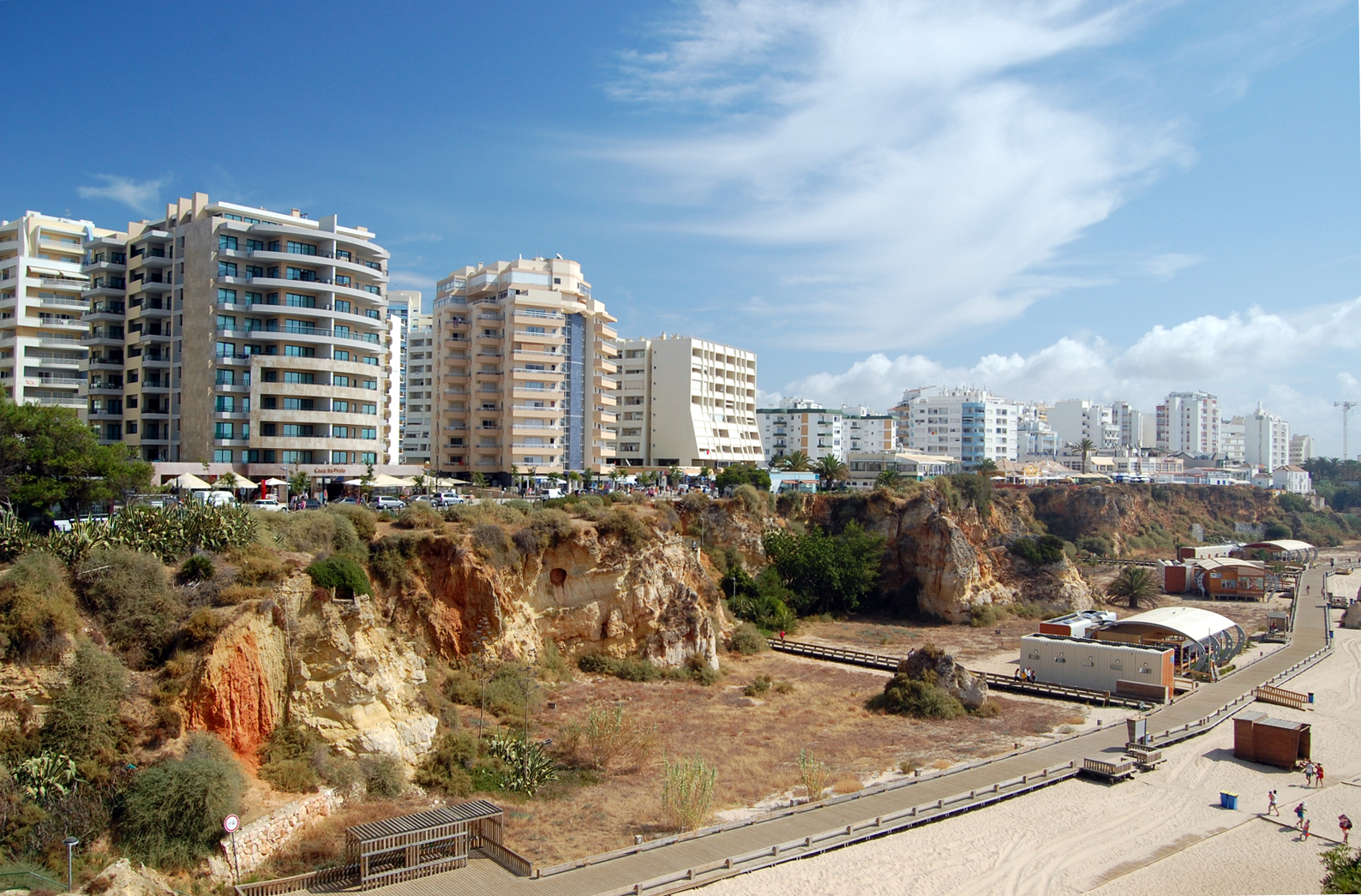
Praia da Rocha, Portimão
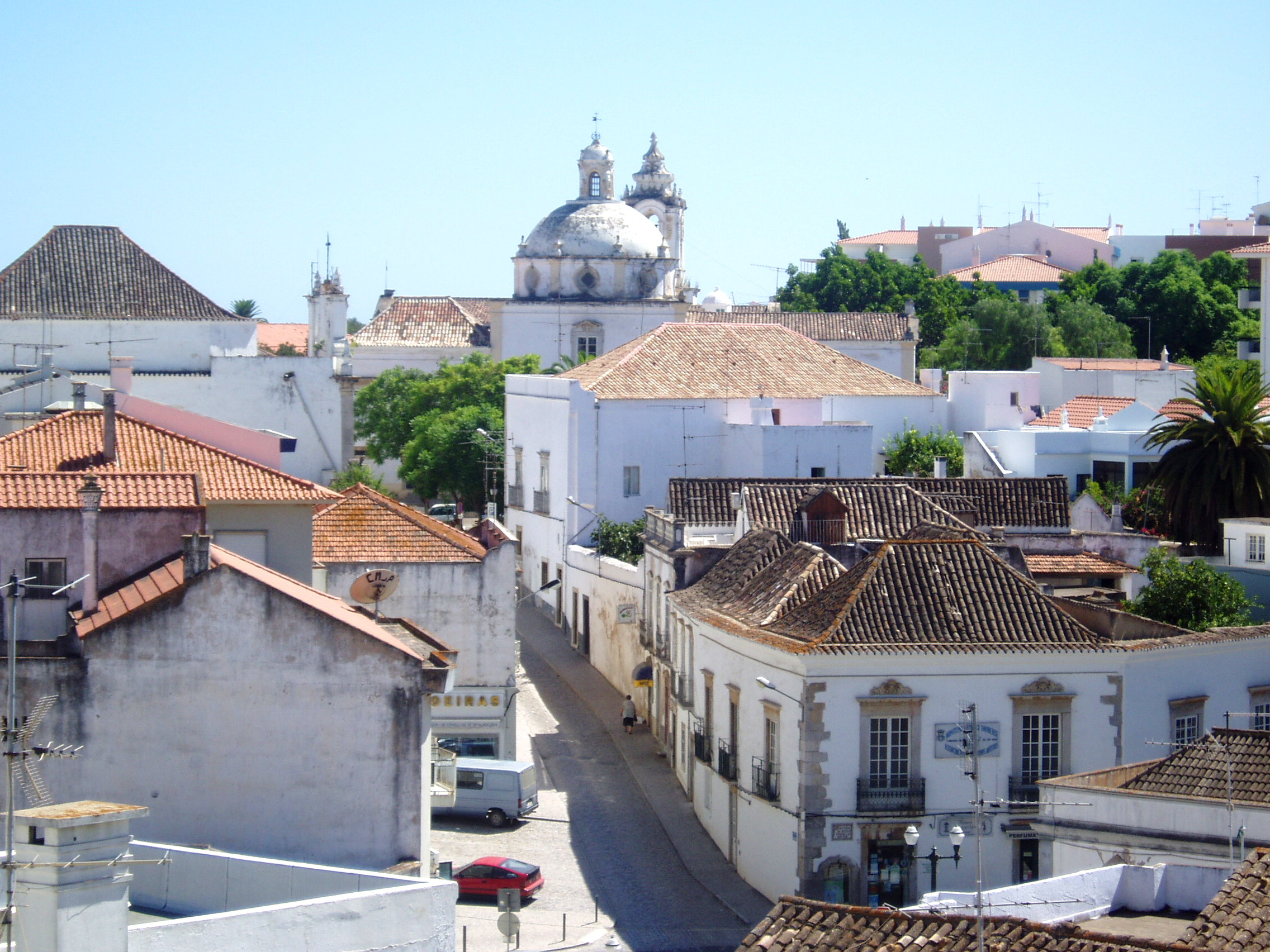
Tavira
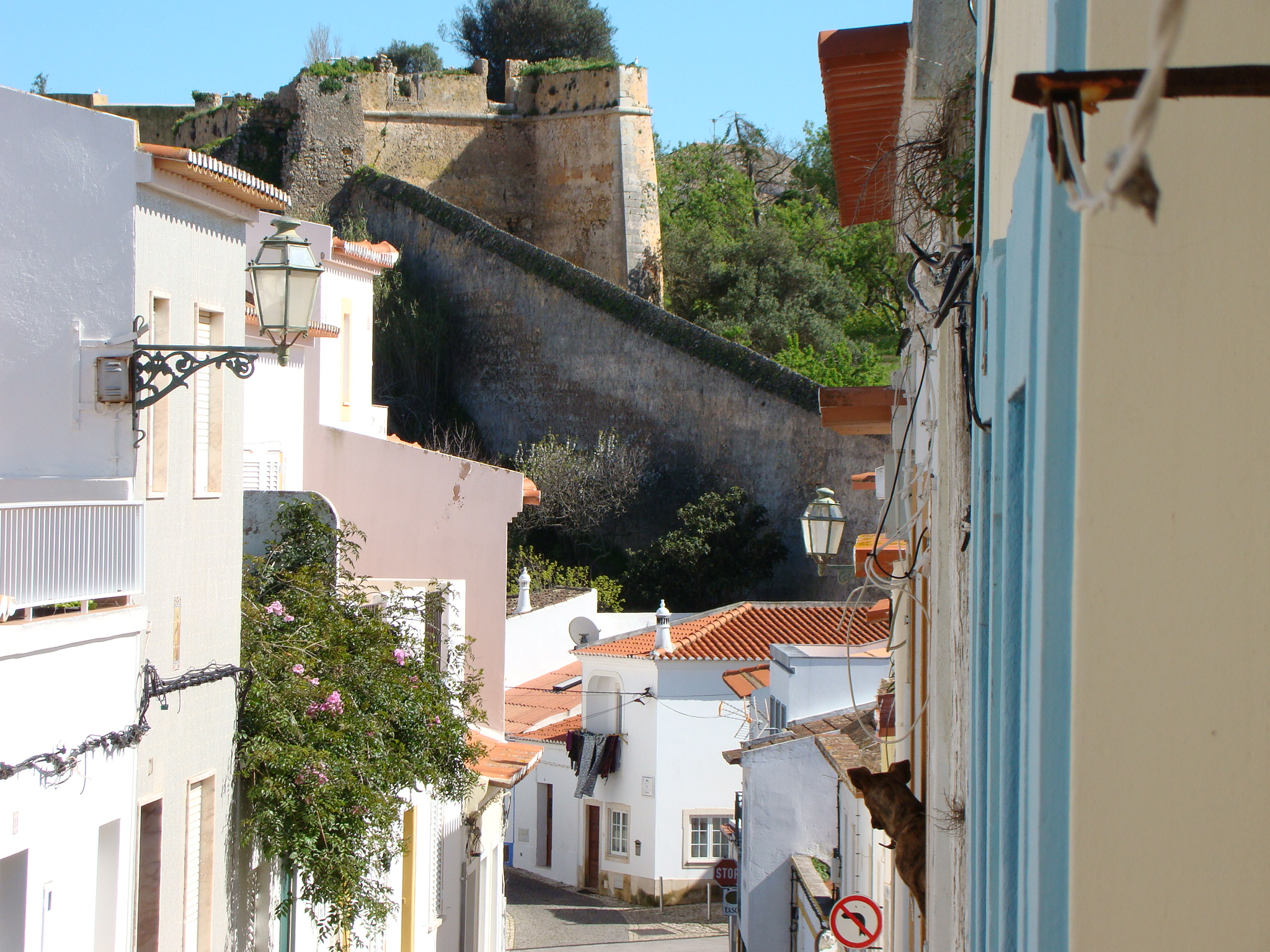
Lagos történelmi negyede
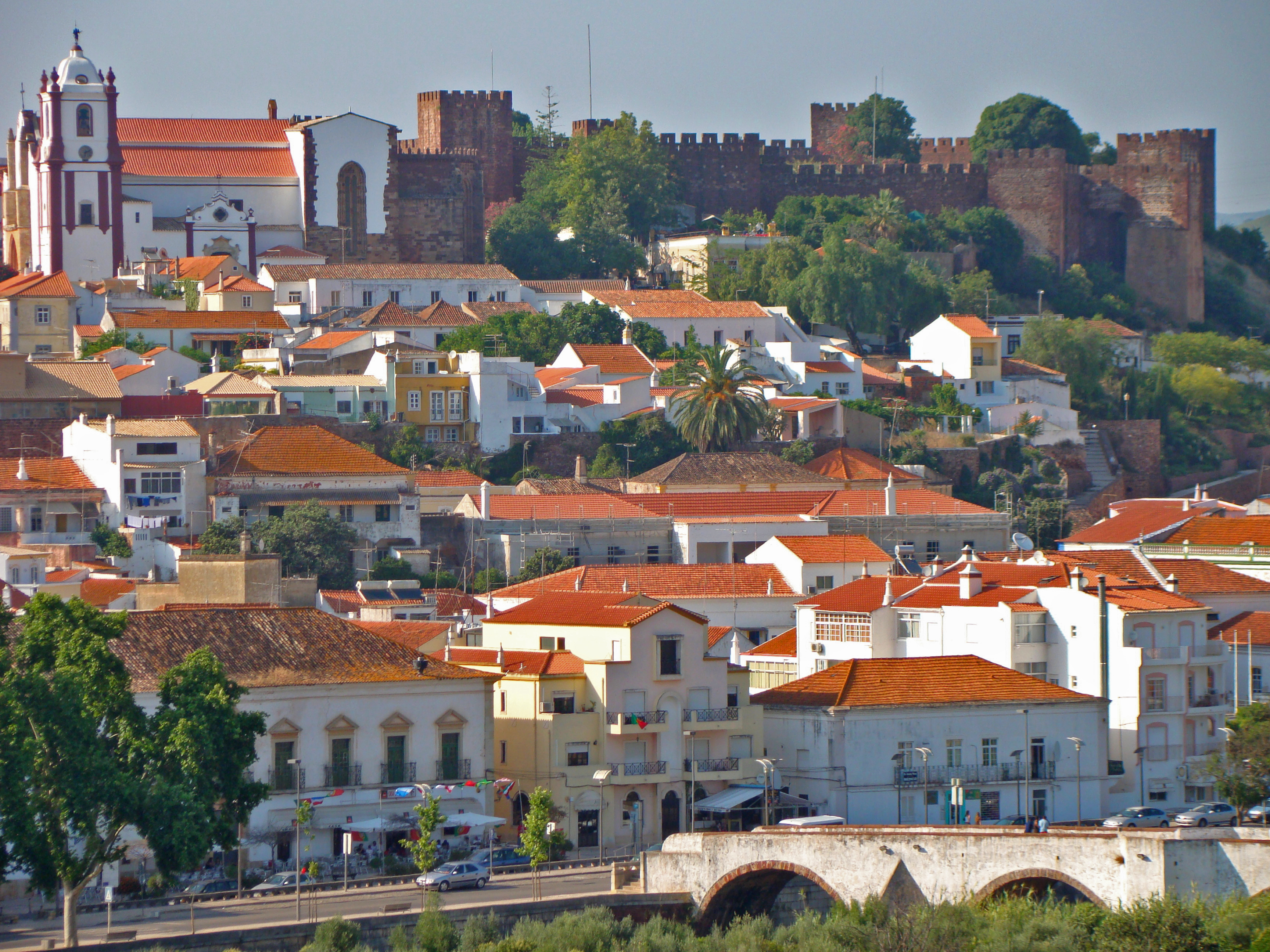
Silves
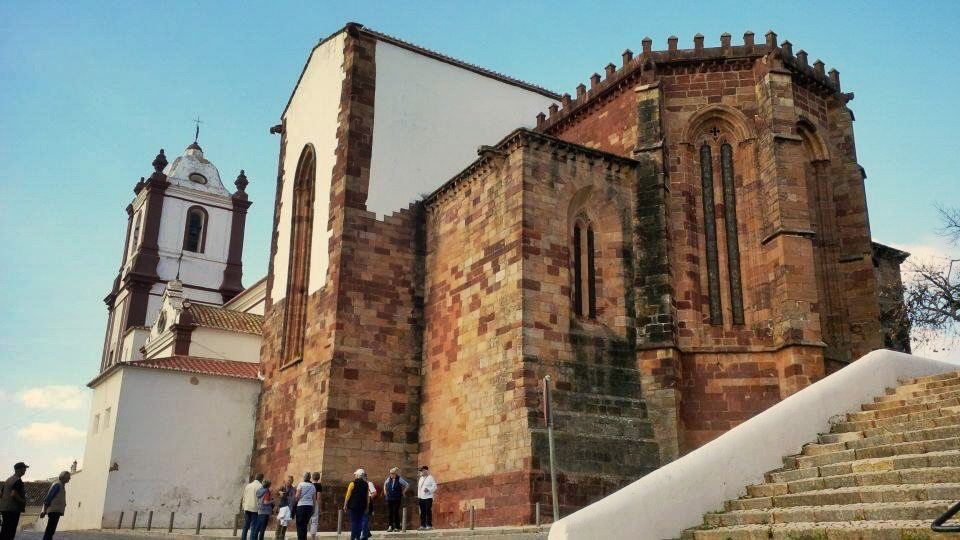
Silves katedrálisa
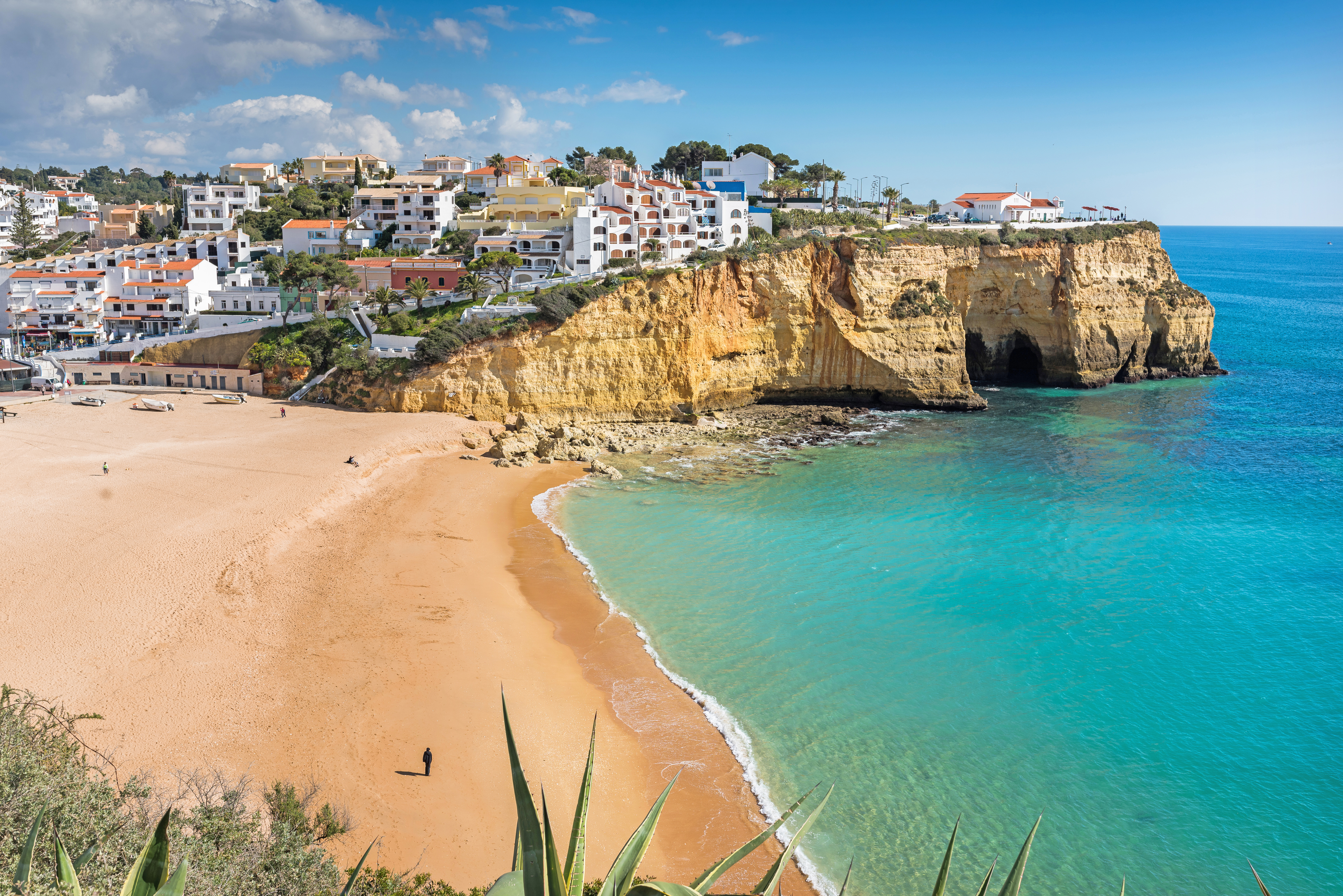
Carvoeiro
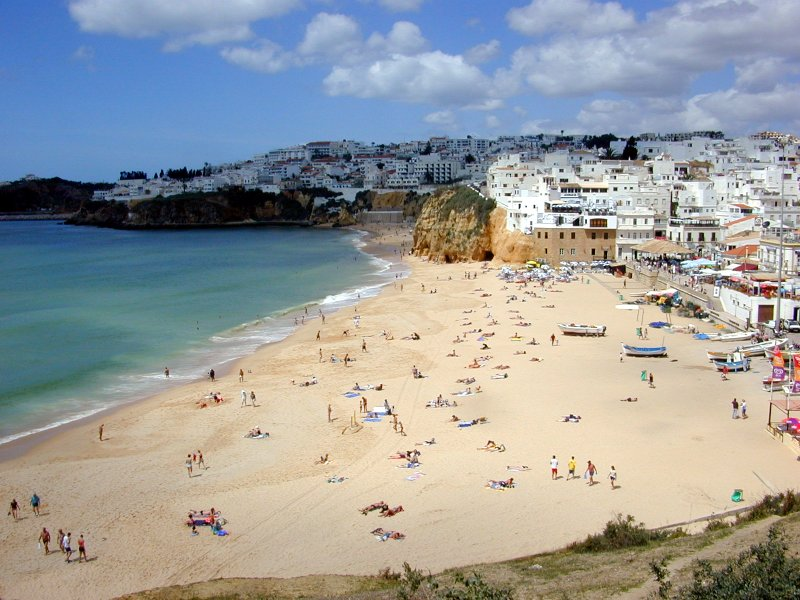
Albufeira
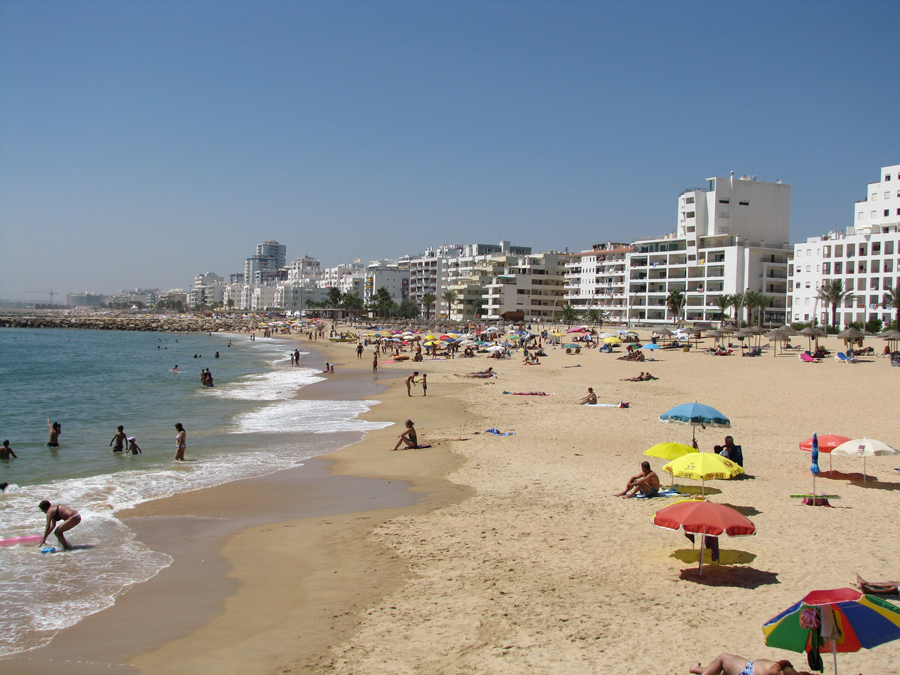
Quarteira
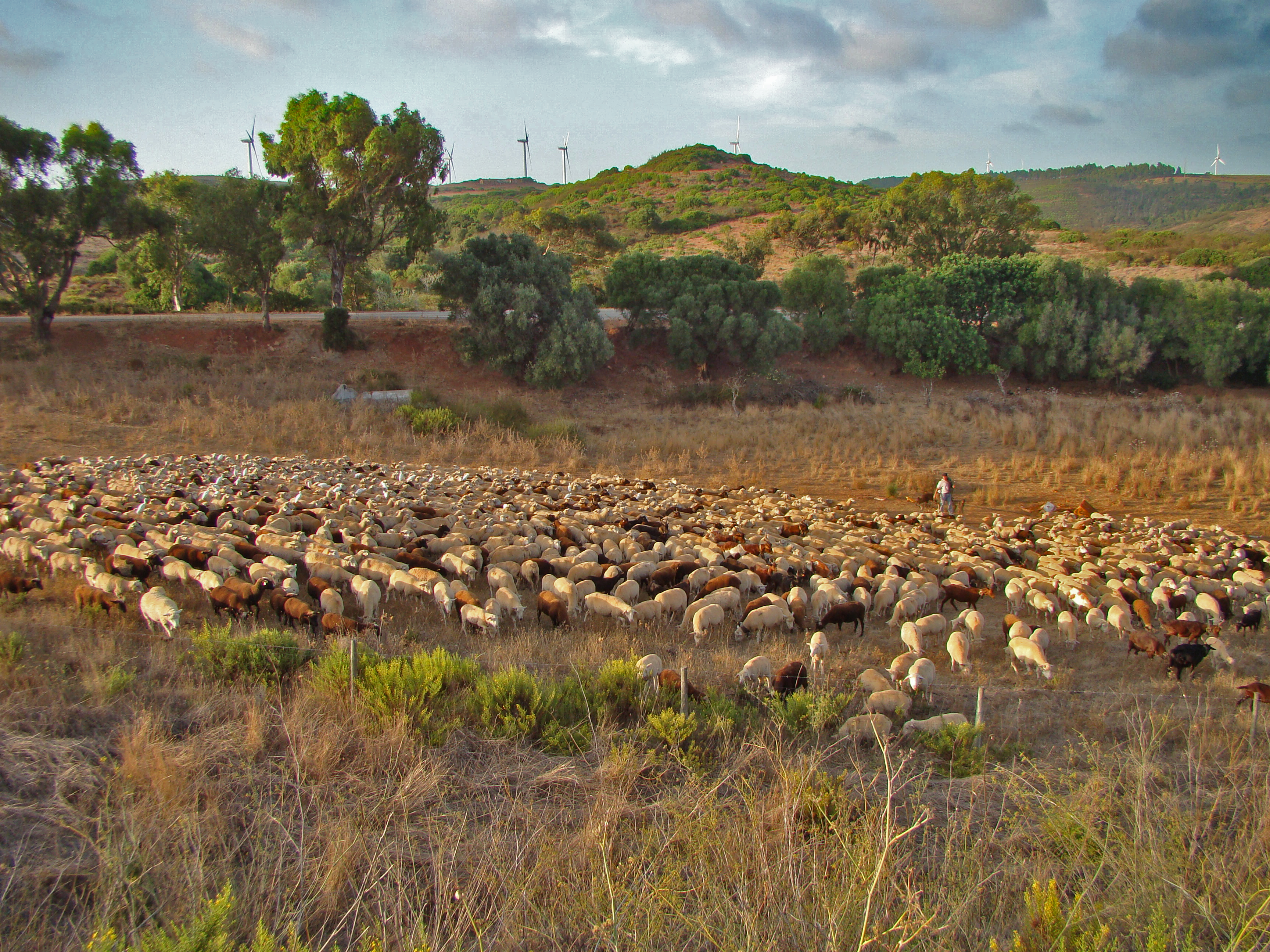
Birkák Lagos mellett
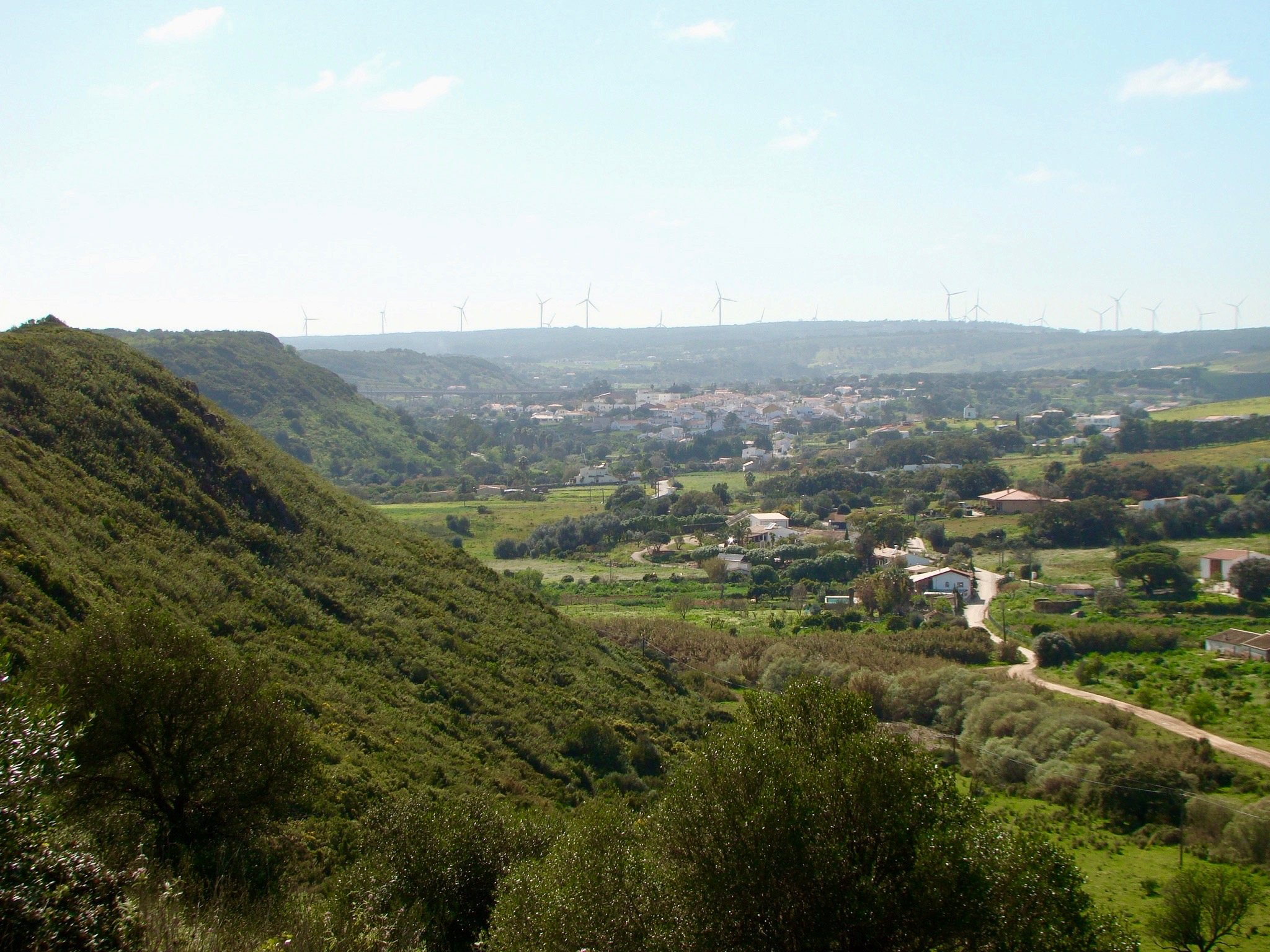
Tájkép
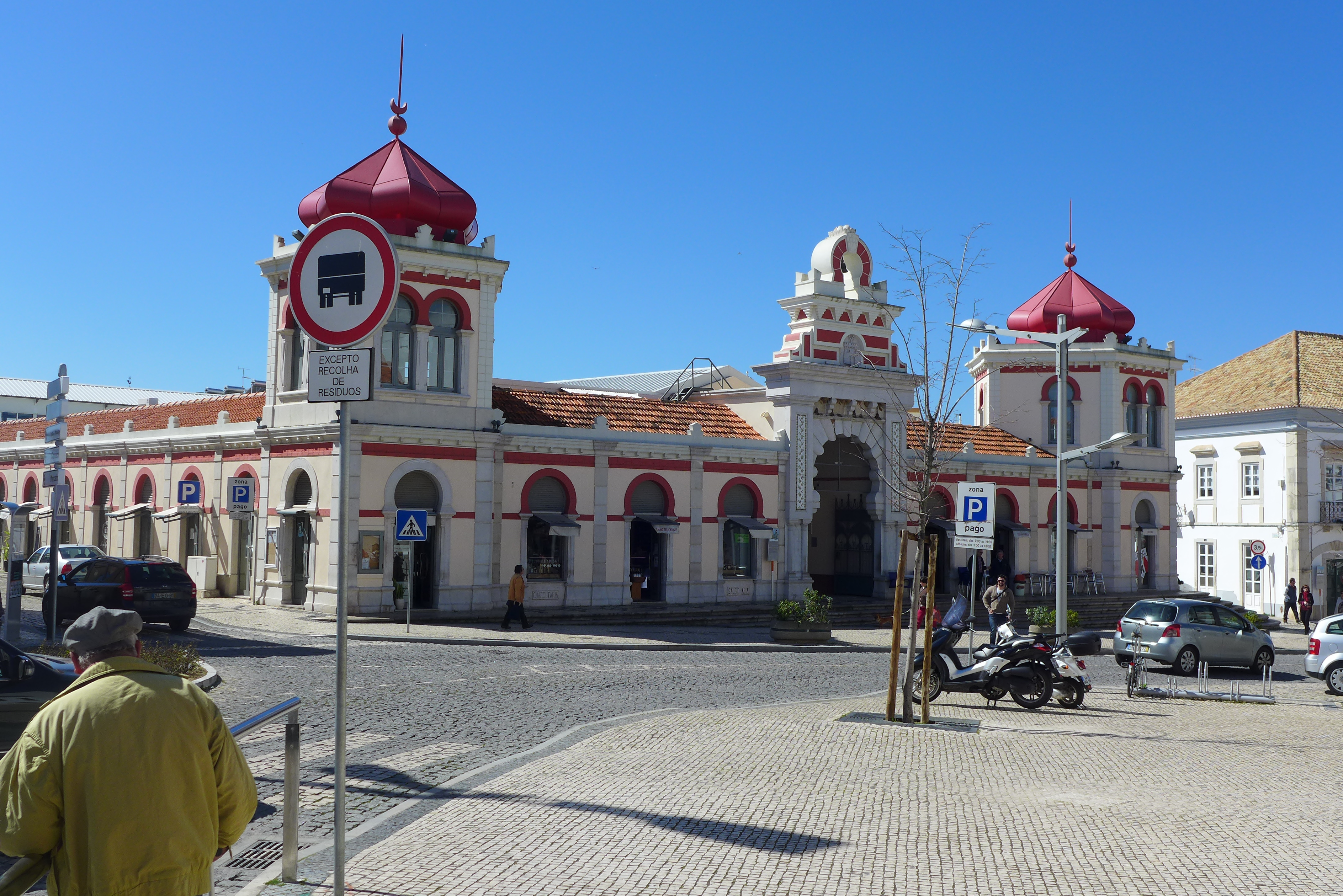
Loulé
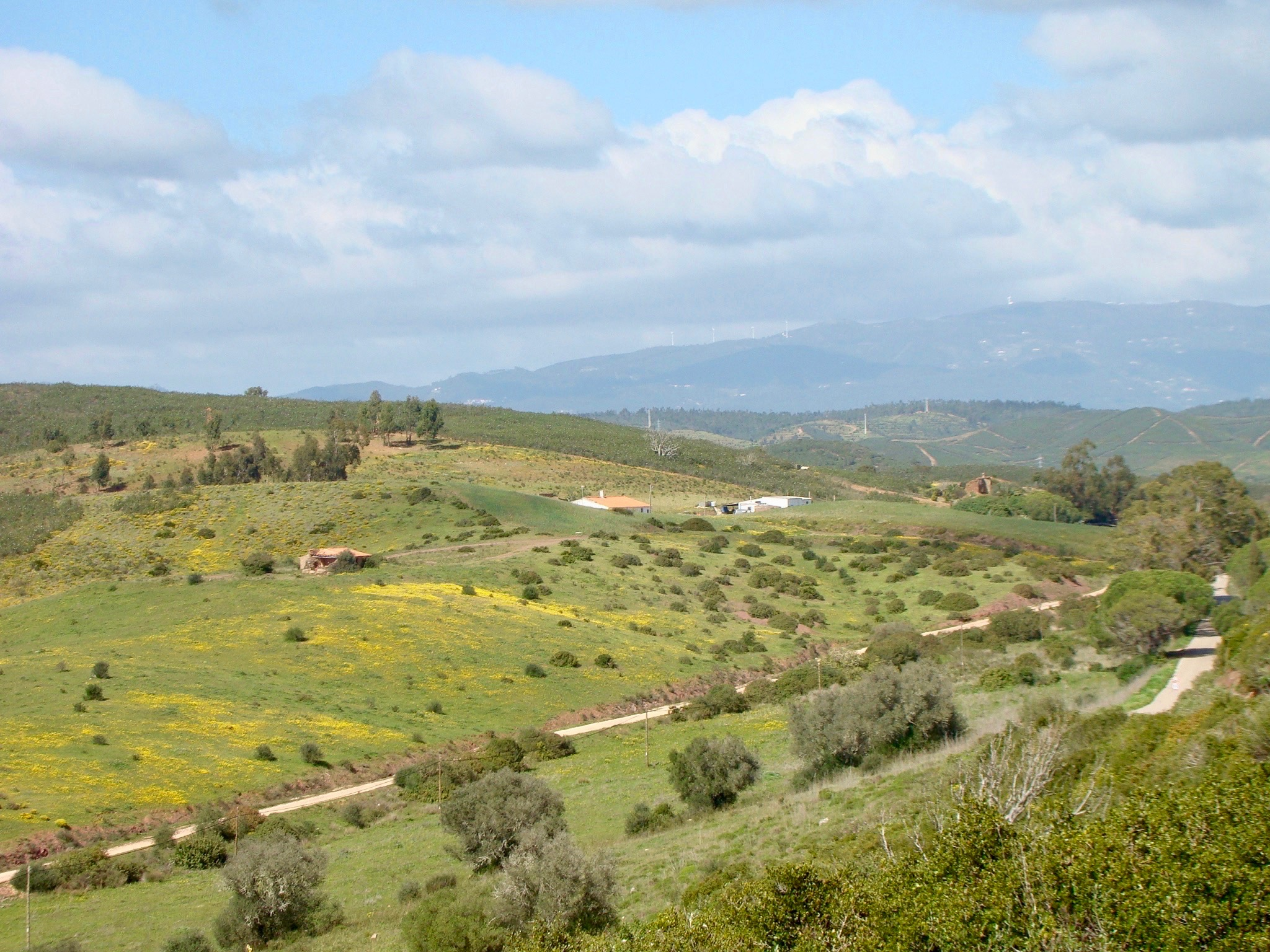
Tavaszi tájkép
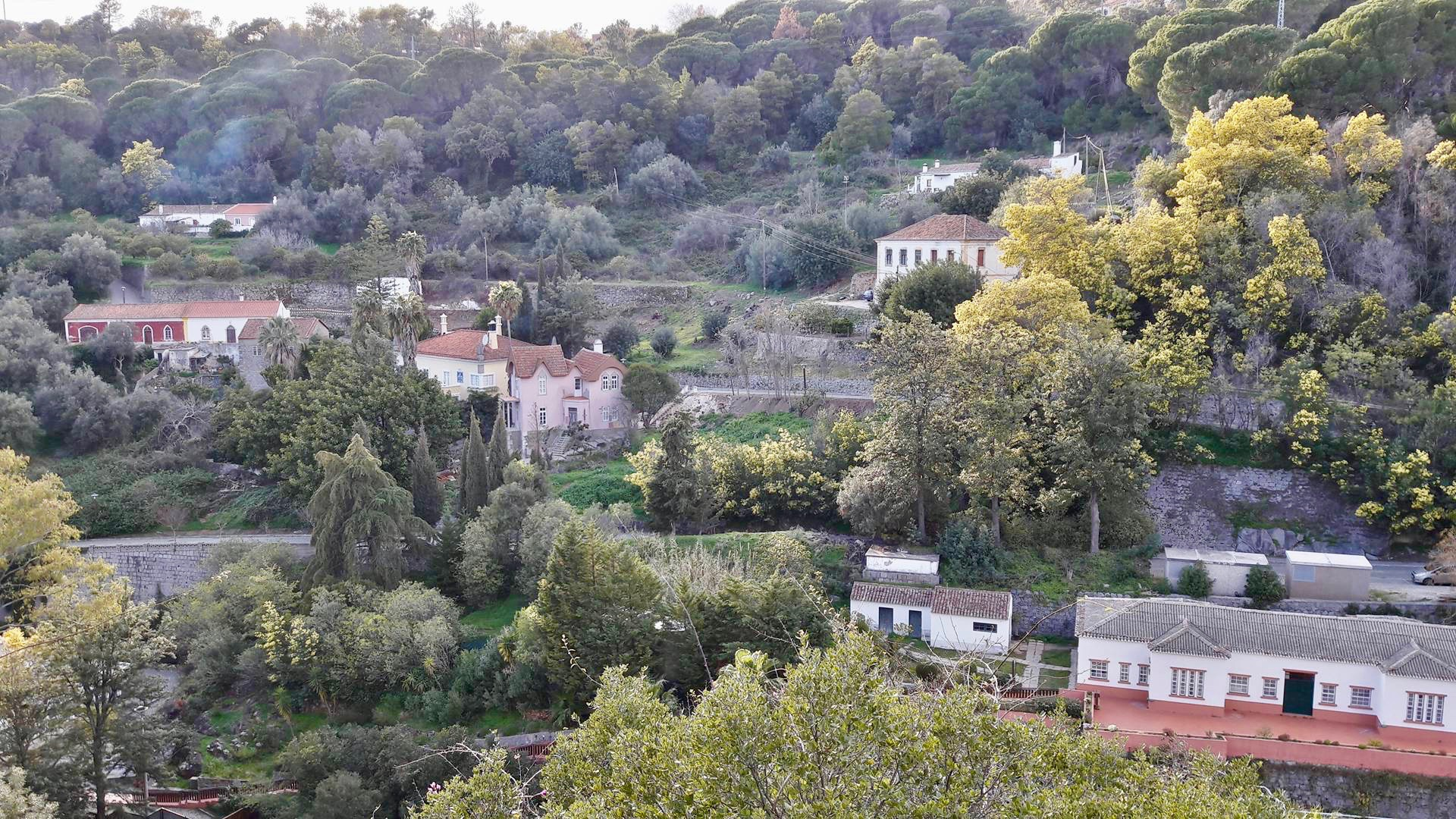
Caldas de Monchique
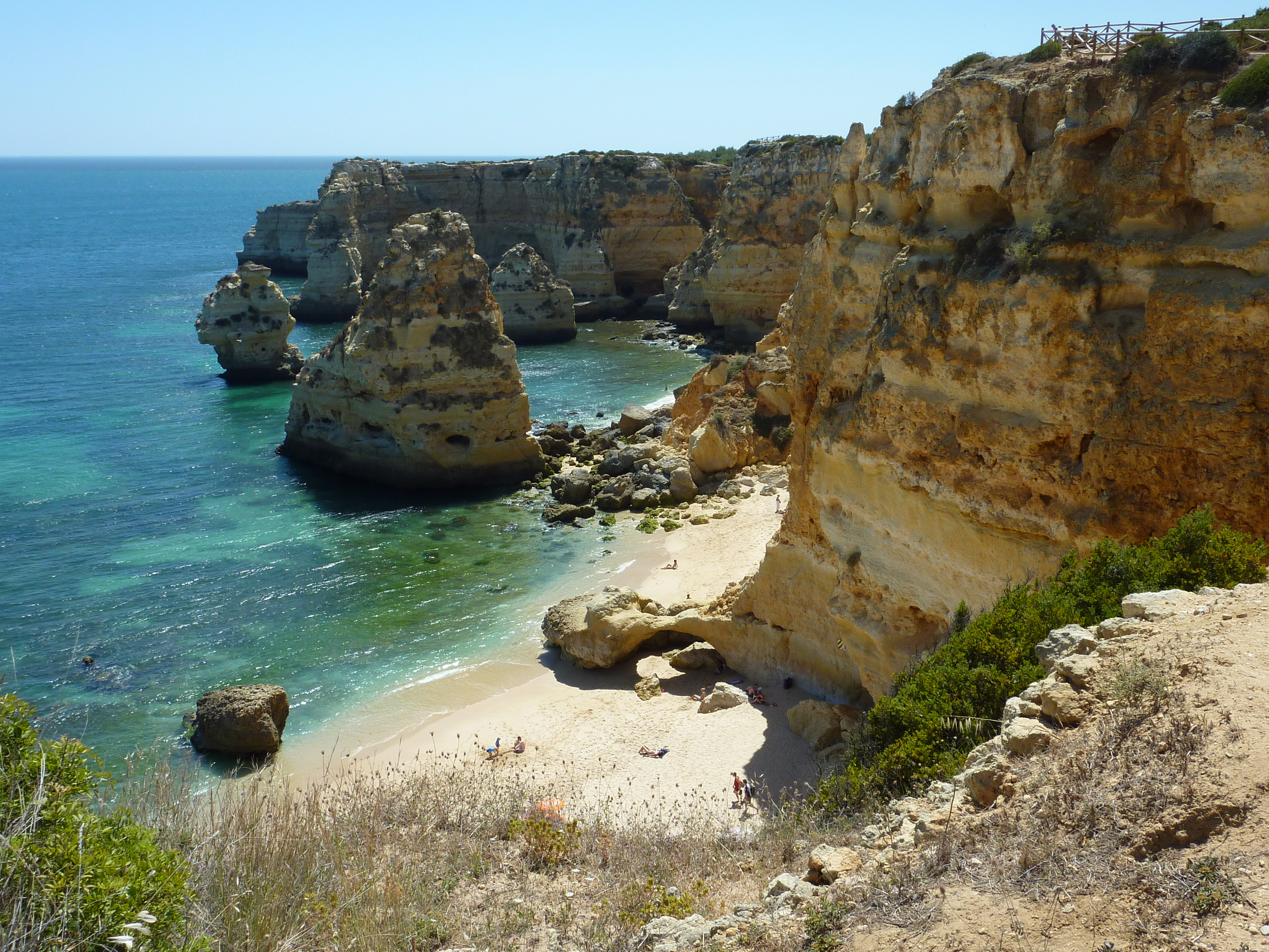
Tengerpart, Marinha
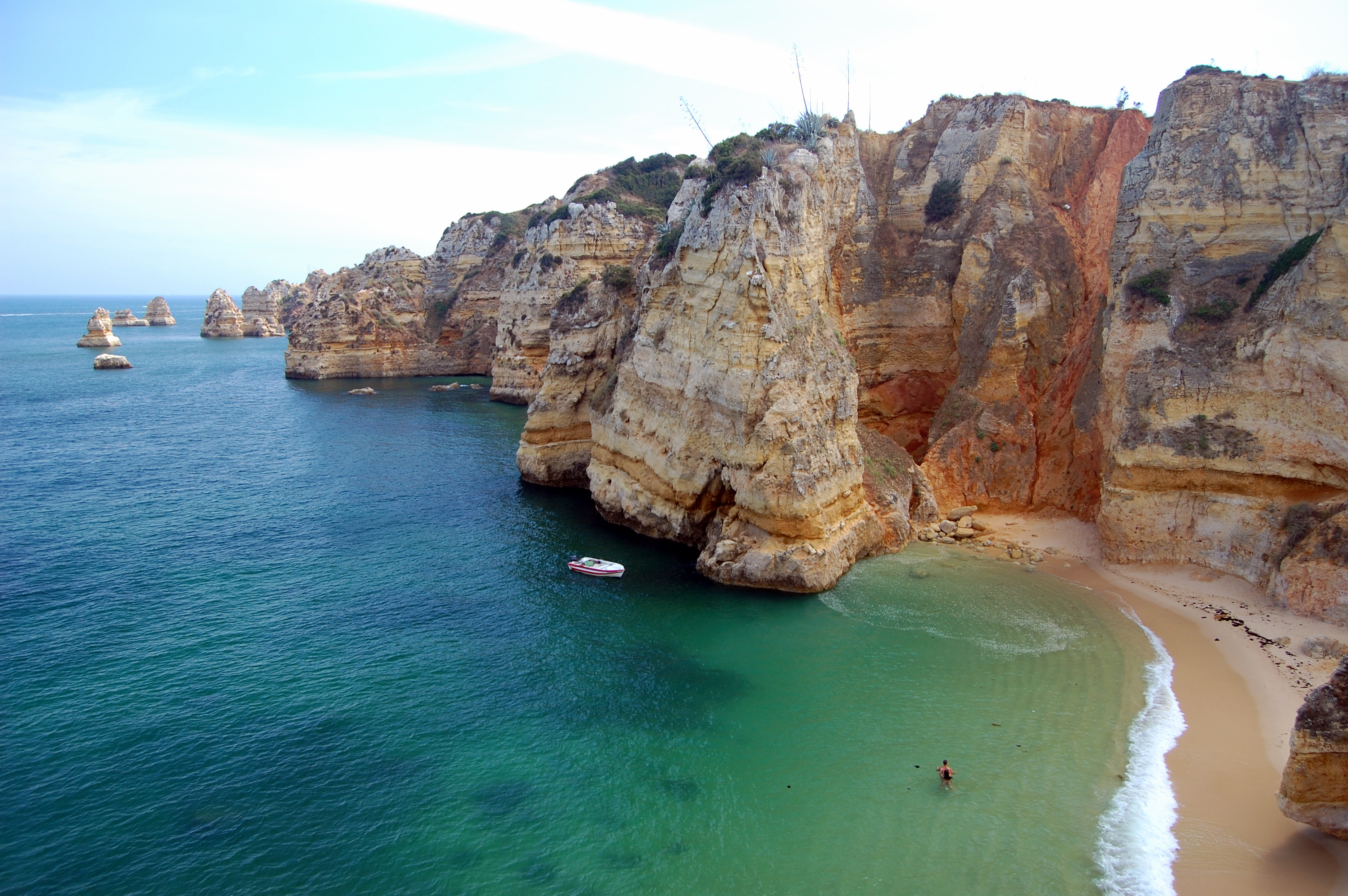
Praia da Dona Ana